# Prow Mountain
Prow Mountain är ett berg i Kanada.   Det ligger i provinsen Alberta, i den centrala delen av landet, 3 000 km väster om huvudstaden Ottawa. Toppen på Prow Mountain är 2 858 meter över havet.
Terrängen runt Prow Mountain är varierad.Trakten runt Prow Mountain är nära nog obefolkad, med mindre än två invånare per kvadratkilometer.. Det finns inga samhällen i närheten. 
I omgivningarna runt Prow Mountain växer i huvudsak barrskog.